# Piet den Blanken
Piet den Blanken (Wijbosch, 12 januari 1951 - Guatemala-stad, 4 april 2022) was een documentaire fotograaf en fotojournalist. Veelal fotografeerde hij de onderkant van de samenleving.
Na de lagere school in Wijbosch gaat hij naar de MULO in Schijndel en de HTS in Eindhoven.
In 1972 krijgt hij een baan als laborant in de donkere kamer (dokalaborant) bij het Brabants Dagblad in Den Bosch. Snel daarna begint hij foto's voor deze krant te maken. Daarnaast volgt hij de opleiding reportagefotografie aan de Fotovakschool in Apeldoorn van 1972 tot 1975.
Vanaf 1978 is hij zelfstandig fotograaf in Breda, met als specialisatie sociale en economische onderwerpen. Hij documenteert de samenleving, fotografeert werk- en leefsituaties, legt vast hoe mensen met elkaar omgaan, hoe acties worden gevoerd, hoe mensen opkomen voor zichzelf.
Zijn reportages worden gepubliceerd in landelijke en regionale dagbladen, in vakbondsbladen en opinie-tijdschriften.
In de jaren tachtig gaat hij ook internationaal werken. Daarbij overheerst zijn belangstelling voor Latijns-Amerika. Vanaf de jaren negentig komt het thema van de internationale migratie steeds meer terug.
Hij maakte fotoboeken over uiteenlopende onderwerpen, zoals Brabant (onder andere De Kleine Brabantse Dorpen en De kleuters van 1957), justitie en gevangeniswezen (Mores Leren) en over El Salvador (El Salvador en Overleven in Oorlogstijd, in samenwerking met Lou Keune).
Tentoonstellingen van zijn foto's waren onder andere te zien in het Vakbondsmuseum in Amsterdam, Arbeits Museum in Norrköping (Zweden), de Kunsthal in Wenen, Nationaal Museum van Costa Rica] in San José, het Europees Parlement in Brussel, het Maritiem Museum in Rotterdam, de Domkerk in Utrecht en in de openbare bibliotheek in Leuven.
Zijn werk wordt gedistribueerd door fotobureau Hollandse Hoogte.
Zijn fotoarchief wordt beheerd door de Brabant-Collectie, een onderdeel van Tilburg University.

## Fotoboeken met medewerking van Piet den Blanken (selectie)
- Hasta ver la Justicia – 2016
- Ivania Brooks Torres 1973-2006 – 2013
- Porque – 2011
- Grensgevallen - Europa – 2010
- Brabant bestaat niet De kleuters van 1957 – 2003
- Er ontbreekt iets in Breda - 2003
- Beschouwingen bij 50 jaar PON – 1998
- Overleven in oorlogstijd – 1997
- Sobrevivimos La Guerra – 1996
- De ogen van de vakbeweging: negentien fotografen zagen de jaren '80 – 1992
- Overzicht van schendingen van vakbondsrechten 1991-1992 – 1992
- Werkgevers en werknemers: de organisatie van de arbeid – 1991
- Kinderen in de oorlog in El Salvador - 1988
- Avonturen van een linkse geldschieter: twintig jaar XminY – 1988
- Den Berg Goes: van Aart tot en met Willy  – 1983
- El Salvador – 1987
- De kleine Brabantse dorpen – 1987
- Aspekten uit het leven in de Lucia Stichting  - 1987
- Mores leren : karrière maken bij justitie – 1986
- De Noodzaak in Beeld – 1986
- Het zal wel doodbloeden: de Rotterdamse stukgoedstaking – 1984
- Kruisraketten ongewenst - 1983
- Ambtenaren in actie – 1984
- Op de gang leer je niks – 1983
- Vraag me niet om liefdesliedjes... – 1983
- Macht in Breda: een net-werk-boek – 1982
- Internationale arbeidsverdeling : ENKA-Breda - 1982

- RKD-Nederlands Instituut voor Kunstgeschiedenis: 8887